# Aeroportul Regional Monterey
Aeroportul Regional Monterey (IATA: MRY, ICAO: KMRY, FAA LID: MRY) este un aeroport din California, Statele Unite ale Americii ce deservește zona Monterey. Aeroportul a fost tranzitat în 2019 de 467.934 de pasageri. A fost deschis în 1936 și numit după zona deservită.
Situat la o altitudine de 78 m, aeroportul dispune de 2 piste.

## Infrastructură

### Piste
Aeroportul dispune de 2 piste. Pista 10L/28R are suprafața de asfalt și dimensiunile 3.503 picioare × 60 picioare. Pista 10R/28L are suprafața de asfalt și dimensiunile 7.175 picioare × 150 picioare. 